# Stephan Krawczyk

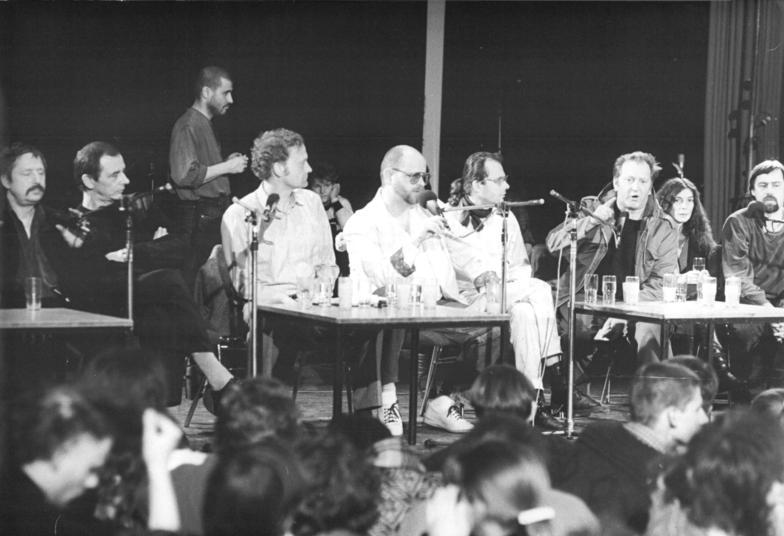
Stephan Krawczyk 1989 (stehend hinter Friedrich Schorlemmer). Links Wolf Biermann, rechts Jürgen Fuchs

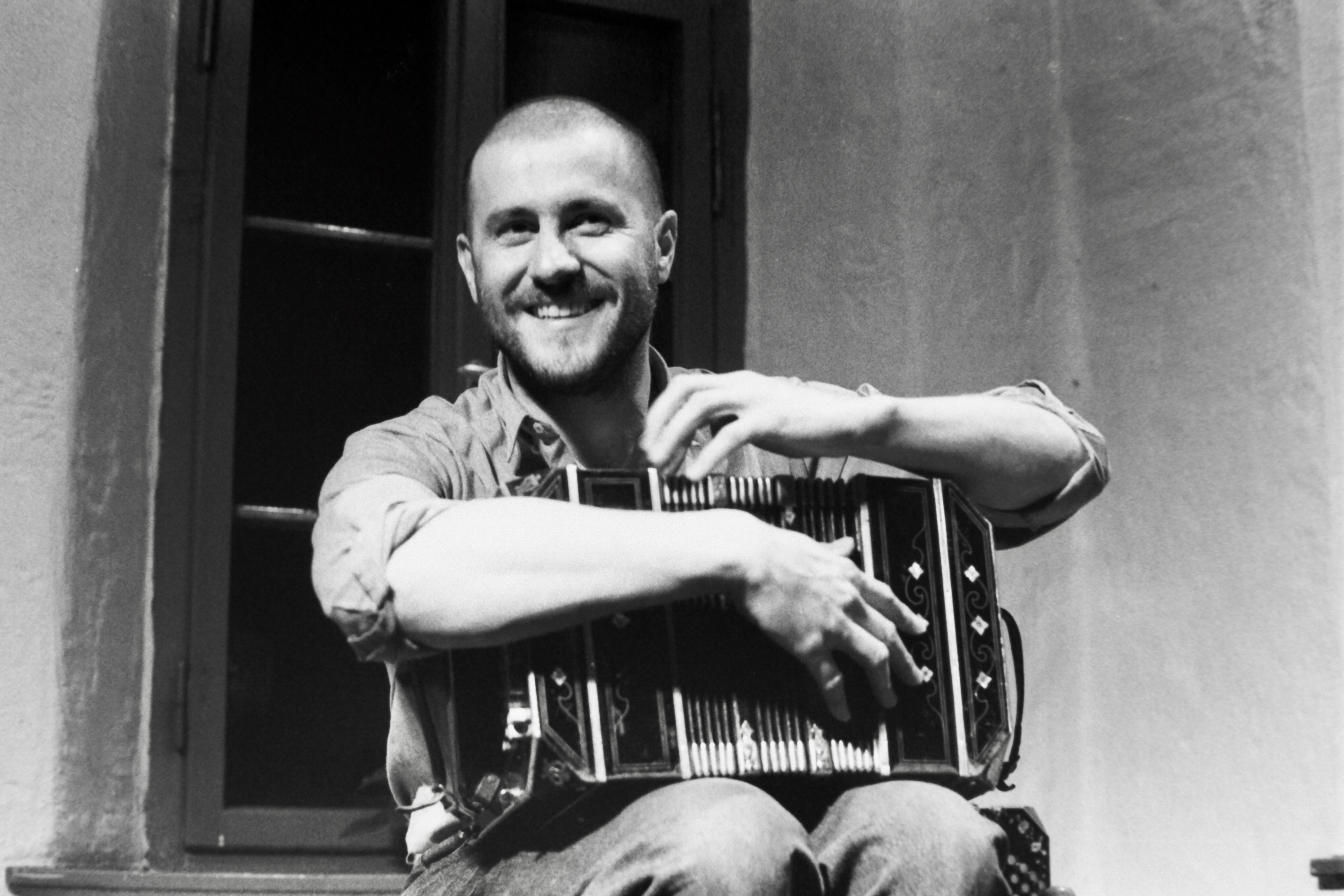
Stefan Krawczyk bei einem Auftritt mit seinem Programm „Wie geht’s?“ im November 1989 in Feucht bei Nürnberg

Stephan Krawczyk (* 31. Dezember 1955 in Weida) ist ein deutscher Liedermacher,  Schriftsteller und ehemaliger DDR-Dissident.

## Leben
Krawczyk wurde nach dem Abitur und seinem Wehrdienst 1976 Mitglied der SED. 1978 begann er ein Fernstudium im Fach Konzertgitarre in Weimar. Von 1978 bis 1983 war Krawczyk Mitglied der Folk-Gruppe Liedehrlich. Er wurde für „hervorragende künstlerische Leistungen“ geehrt und erhielt 1981 den Hauptpreis beim DDR-Chansonwettbewerb. Das DDR-Platten-Label Amiga veröffentlichte eine Schallplatte von Liedehrlich, was unter den Verhältnissen in der DDR einer Anerkennung als „Staatskünstler“ gleichkam. Doch Krawczyk entschied sich für einen anderen Weg. Nach seinem Umzug nach Berlin 1984 befreundete er sich mit der Regisseurin Freya Klier. Er trat 1985 aus der SED aus, ein Akt, den die SED in einen Parteiausschluss umwandelte.
Wegen seiner kritischen Texte wurde ihm die Zulassung als Berufsmusiker entzogen, was auf ein Berufsverbot hinauslief. Krawczyk konnte nur noch im Schutz der Kirche, z. B. in der Samariterkirche in Berlin-Friedrichshain, auftreten. Damit und mit seinen Liedern wurde er Ende der 1980er Jahre zu einer der bedeutendsten Personen der DDR-Opposition. Er wurde jahrelang von der Staatssicherheit überwacht und drangsaliert. Im November 1987 forderte Krawczyk zusammen mit Freya Klier in einem Brief an das SED-Politbüromitglied Kurt Hager die Achtung der Menschenrechte, die Rücknahme ihrer Berufsverbote und die Unabhängigkeit von Kunst und Kultur in der DDR.
Am 8. November wurde ein Mordversuch der Staatssicherheit durch am Türgriff des Autos aufgebrachtes Nervengift auf ihn und Klier verübt.
Im Oktober 2019 meldete sich ein Anrufer bei Krawczyk und gab sich als dessen Vernehmer im Gefängnis in Hohenschönhausen zu erkennen. Es kam zu Gesprächen, in denen er unter anderem bestätigte, dass das Auto 1987 von der Stasi manipuliert wurde.
Am 17. Januar 1988 wurde er verhaftet. Bei der offiziellen Luxemburg-Liebknecht-Demonstration der SED hatte er mit einem Transparent auf sein Berufsverbot aufmerksam machen wollen.
Die Affäre um seine Inhaftierung erweckte deutschlandweit große Aufmerksamkeit. Die West-Medien berichteten ausführlich. Krawczyk selbst wurde in dieser Zeit im Stasi-Gefängnis Berlin-Hohenschönhausen völlig isoliert. Um eine Ausbürgerung wie im Fall Biermann 1976 zu vermeiden, zog die DDR-Staatssicherheit alle Register, um Krawczyk dazu zu nötigen, dass er einer „freiwilligen“ Ausreise aus der DDR zustimme. Im SED-Zentralorgan Neues Deutschland wurden ihm „geheimdienstliche Verbindungen“ unterstellt, das Verfahren gegen ihn auf „Landesverräterische Beziehungen“ erweitert. Sein Anwalt Wolfgang Schnur, der damals als Vertrauensanwalt der evangelischen Kirche in der DDR galt, aber fast 25 Jahre lang als Stasi-Spitzel unter dem Decknamen IM „Torsten“ im Auftrag der Stasi dem SED-Regime zuarbeitete, tat das Übrige. Er drängte Krawczyk, der Ausreise zuzustimmen. Die Alternative wären zwölf Jahre im Gefängnis gewesen. Schnur war einer von 80 Stasi-Spitzeln, die Krawczyk und Klier zeitweise beschatteten. Am 2. Februar 1988 wurde Krawczyk mit seiner Frau Freya Klier, mit der er von 1986 bis 1992 verheiratet war, in die Bundesrepublik abgeschoben.
1994 unterstützte Krawczyk gemeinsam mit Bettina Wegner den Bundestagswahlkampf des parteilosen PDS-Kandidaten Stefan Heym im Wahlkreis Berlin-Mitte/Prenzlauer Berg. Er hat seit den 1990er Jahren mehrere Bücher veröffentlicht, die sich insbesondere mit dem Lebensgefühl der in der DDR sozialisierten Generationen auseinandersetzen und stark autobiographisch sind, unter anderem Das irdische Kind. Daneben war er auch weiterhin als Musiker aktiv, veröffentlichte unter anderem als Stephan Krawczyk und Band das CD-Album Die Queen ist in der Stadt.
Krawczyk gab 2002 erstmals in der Gedenkstätte Berlin-Hohenschönhausen ein Konzert. Zur Jahreswende 2007/08 war er mit Freya Klier auf einer Tournee durch Ostdeutschland.
Im Rahmen der Verleihung des Bundesverdienstkreuzes an zwölf DDR-Bürgerrechtler im Schloss Bellevue im Jahr 2009, die Krawczyk musikalisch begleitete, bat ihn der damalige Bundespräsident Horst Köhler, die Nationalhymne anzustimmen, woraufhin Krawczyk anfing, die erste Strophe des Deutschlandliedes zu singen. Auf Freya Kliers Intervention hin unterbrach Krawczyk seine Darbietung, sang die dritte Strophe und entschuldigte sich anschließend für diesen „unbeabsichtigten Lapsus“.
Beim Deutsch-französischen Chanson- und Liedermacherpreis 2023 gewann Krawczyk in der Kategorie „beste deutsche Interpretation“ und den Publikumspreis sowie Sonderpreis für sein Lied zum Thema „Salz“.
Stephan Krawczyk lebt als freier Schriftsteller, Komponist und Sänger seit den 1990er Jahren in Berlin-Neukölln.

## Werke

### LPs und CDs als Solokünstler
- 1987: Wieder stehen
- 1989: Wie geht’s
- 1990: Schöne wunde Welt
- 1993: Terrormond
- 1995: Milonga
- 2000: Die Queen ist in der Stadt
- 2002: Kontrastprogramm (Live in Bremen-Vegesack)
- 2004: Heute fliegt die Schwalbe hoch
- 2009: Lieber Lieder
- 2009: Ein All
- 2012: Erdverbunden, luftvermählt (Stephan Krawczyk und Martin Luther)
- 2018: Wenn die Wasser Balken hätten (Audiographie) (CD)
- 2020: Seepferdchen. Krawczyk singt Ringelnatz (CD)
- 2020: ÜberWunden. 12 Lieder nach Gedichten von Gerhard Bause (CD)
- 2021: Ins Freie. (CD & MP3-Download. Mallywood Films & Music Ltd., Musikverlag, London, U.K.)

### Oper und Theater
- Der Taubstumme. Opernlibretto (Komposition: Rolf Baumgart). Uraufführung  Sächsische Staatsoper Dresden (Kleine Szene), 1993
- Faustchen. Schauspiel. Kunsthaus Verlag, Boddin 2000, ISBN 3-933274-36-2

### Prosa und Lyrik
- Wieder stehen. Liedtexte. Knaur, München 1988, ISBN 3-426-02050-5
- Schöne Wunde Welt. Prosa, Lyrik. Selbstverlag, Berlin 1990
- Das irdische Kind. Erzählungen. Verlag Volk und Welt, Berlin 1993, ISBN 3-353-01062-9
- Bald. Roman. Verlag Volk und Welt, Berlin 1998, ISBN 3-353-01138-2
- Steine hüten. Betrachtungen. Verlag Volk und Welt, Berlin 2000, ISBN 3-353-01175-7
- Feurio. Betrachtungen. Verlag Volk und Welt, Berlin 2001, ISBN 3-353-01195-1
- Der Narr. Roman. Pendo Verlag, Zürich 2003, ISBN 3-85842-547-8
- Das Wendedankfest. Satiren. Illustrationen: Rainer Hofmann-Battiston. Kunsthaus Verlag, Boddin 2005, ISBN 3-933274-53-2
- Der Himmel fiel aus allen Wolken. Eine deutsch-deutsche Zeitreise. Evangelische Verlagsanstalt, Leipzig, 2009, ISBN 978-3-374-02709-5
- Mein bester Freund wohnt auf der anderen Seite, 2011
- Mensch Nazi, 2012
- Der Sommer hatte hohe Zeit, 2017
- Augenhöhe (Vater-Sohn-Momente), 2019
- Du bist der schönste Mensch …, 2020
- TAU, 2022

## Auszeichnungen
- 1981: Hauptpreis beim DDR-Chansonwettbewerb
- 1992: Bettina-von-Arnim-Preis
- 2001: Verdienstorden des Landes Berlin
- 2005: „Das unerschrockene Wort“, Auszeichnung des Bundes der Lutherstädte
- 2009: Bundesverdienstkreuz am Bande
- 2023: Mehrfache Auszeichnung beim Deutsch-französischen Chanson- und Liedermacherpreis 2023

## Dokumentarfilme über Stephan Krawczyk
- Rebellion hinter der Mauer – Kampf um Meinungsfreiheit. ARD/2005. Buch und Regie: Torsten Sasse.